# Tony Halme
Tony Christian Halme (Helsinki, 6 gennaio 1963 – Helsinki, 8 gennaio 2010) è stato un wrestler, artista marziale misto, pugile e politico finlandese, che lottò nella New Japan Pro-Wrestling e nella World Wrestling Federation con i nomi Tony Halme e Ludvig Borga. Nelle MMA lottò nelle prestigiose federazioni RINGS e UFC, e come pugile fu campione nazionale dei pesi massimi in due occasioni.

## Carriera

### Esordi e Giappone (1989-1993)
Halme esordì nel ring nel 1989. Nel 1990, combatté con il nome di The Viking. In questo periodo, ebbe modo di lottare e sconfiggere The Patriot. Il 26 dicembre 1990, debuttò nella New Japan Pro-Wrestling e batté Shinya Hashimoto in un incontro speciale tra un boxeur e un wrestler. Il 30 aprile 1991, superò Seiji Aoyagi in un altro incontro speciale, stavolta tra un boxeur e un karateka. Nel 1992 costituì dei tag team con Scott Norton, Bam Bam Bigelow e Barry Windham. Partecipò anche alla NJPW Super Grade Tag League II, in squadra con Masahiro Chono: i due totalizzarono 8 punti e si classificarono al 4º posto finale. Il torneo fu vinto da Shinya Hashimoto e Riki Chōshū. Il 22 novembre 1992, si aggiudicò l'IWGP Tag Team Championship assieme a Scott Norton, grazie alla vittoria sugli Steiner Brothers (Rick e Scott Steiner). La sera successiva, Halme e Norton furono però forzati a sfidarsi in un tag team match, ognuno con un altro partner: il finlandese e Ron Powers furono così sconfitti da Norton e TNT.
Il 14 dicembre, Halme e Norton persero i titoli di coppia, poiché furono sconfitti dagli Hell Raisers (Hawk Warrior e Power Warrior). Nel pay-per-view Fantastic Story in Tokyo Dome, Halme combatté contro Ron Simmons, sfida in cui fu sconfitto dopo aver subito una spinebuster. Il 16 febbraio 1993, Halme ed il nuovo partner di coppia Matthew Rambo ebbero una possibilità per vincere nuovamente i titoli di categoria, ma furono sconfitti dagli Hell Raisers. Il 17 giugno dello stesso anno, lottò l'ultimo incontro in NJPW, in un tag team match che lo vedeva in squadra con The Barbarian contro la coppia costituita da John Tenta e Haku.

### World Wrestling Federation (1993-1994)
Il 6 luglio 1993, in un episodio di Superstars, debuttò nella World Wrestling Federation con il nome di Ludwig Borge (che successivamente diventerà Ludvig Borga). Di attitudine heel, la sua gimmick era quella di uno straniero anti-americano. La sua musica d'ingresso era Maamme, inno nazionale finlandese. A SummerSlam 1993, Borga sconfisse l'ex Intercontinental Champion Marty Jannetty. In un altro episodio di Superstars, andato in onda il 30 ottobre, sconfisse Tatanka e concluse la sua striscia positiva che durava da quasi due anni. A Survivor Series 1993, fu nel main event della serata, facendo squadra con Yokozuna, Quebecer Jacques e Crush contro Lex Luger, The Undertaker e gli Steinar Brothers (i primi si facevano chiamare Foreign Fanatics, i secondi All-Americans). Borga e Luger furono gli ultimi due sopravvissuti, con la vittoria che andò a quest'ultimo. Il 14 dicembre, Borga sconfisse Razor Ramon in un incontro valido per il titolo intercontinentale, nel corso di un house show. Tuttavia, la sfida riprese perché Ramon aveva un piede sulla corda durante lo schienamento, invalidandolo. Poco dopo, Shawn Michaels interferì nell'incontro e colpì Razor Ramon con una copia del titolo intercontinentale, permettendo lo schienamento e la vittoria di Borga. Questa decisione fu però ribaltata a causa della scorrettezza e Ramon mantenne così il titolo. Il 17 gennaio 1994, Borga si infortunò alla caviglia in un match contro Rick Steiner: questo costrinse la WWF a cancellare i piani che aveva sul finlandese, che lasciò la federazione poco dopo. Avrebbe dovuto affrontare di nuovo Tatanka alla Royal Rumble ed Earthquake a WrestleMania X. Venne sostituito nei match, rispettivamente da Bam Bam Bigelow, ed Adam Bomb.

### Catch Wrestling Association (1995-1997)
Nel 1995, lottò nella Catch Wrestling Association. Il 20 dicembre, si aggiudicò il CWA World Heavyweight Championship, nel primo e unico tentativo di difesa del titolo da parte di Rambo. Dopo aver detenuto la corona per oltre un anno, fu sconfitto dallo stesso Rambo, il 21 dicembre 1996.

## Dopo il ritiro dal wrestling
Si ritirò dal wrestling professionistico nel 1997. Successivamente, si cimentò nelle arti marziali miste, lottando anche nelle prestigiose promozioni RINGS e UFC ed affrontando un Randy Couture al suo primo incontro da professionista, ma non ebbe successo nella disciplina: concluse la sua carriera nelle MMA ufficialmente con un record di quattro sconfitte e nessuna vittoria, in quanto non vennero mai contati i suoi primi sei match (tre vinti e tre persi) disputati quando RINGS era ancora qualificata come organizzazione di puroresu.
Vantò anche un record da pugile professionista di 13 vittorie e 6 sconfitte e fu per due volte campione nazionale finlandese dei pesi massimi e campione WBF battendo Iran Barkley.
Continuò la carriera da attore, intrapresa già da qualche anno, con dei piccoli cameo in film come Il ritorno di Kenshiro e Die Hard - Duri a morire. Entrò poi in politica, venendo eletto nel parlamento finlandese nel marzo 2003, per i Veri Finlandesi, uno schieramento di estrema destra.
Nel luglio successivo, in stato d'ebbrezza, ebbe un litigio con la moglie: Halme prese la sua pistola e sparò un colpo verso la donna, mancandola. La donna fuggì così dalla casa e, quando la polizia raggiunse Halme, lo ritrovò svenuto a terra nel punto in cui avvenne il litigio. Portato in ospedale, dalle analisi risultò un'eccessiva presenza di droghe e Halme rimase in coma per alcuni giorni, al termine dei quali si riprese e fu processato.

## Suicidio
Nel 2006, ebbe nuovamente problemi con la legge per guida in stato d'ebbrezza. Conclusa la carriera da parlamentare, dichiarò di avere grossi problemi di salute (che gli procuravano amnesie). Il 10 gennaio 2010 fu ritrovato morto nella sua casa: Halme si era sparato un colpo di pistola alla testa due giorni prima.

## Filmografia
- 1995 - Il ritorno di Kenshiro (Kemp)
- 1995 - Die Hard - Duri a morire (Roman)
- 1996 - American Tigers (Dettman)
- 1998 - A tutti i costi (Tony 'The Viking' White)
- 2001 - Ponterosa (Mauri)
- 2003 - La leggenda dei vampiri (Komentaja)

## Personaggio

### Mosse finali
- Backbreaker rack[1][3]

### Musiche d'ingresso
- Maamme di Jim Johnston

## Titoli e riconoscimenti
- Catch Wrestling Association
  - CWA World Heavyweight Championship (1)[1]
- New Japan Pro-Wrestling
  - IWGP Tag Team Championship (1 - con Scott Norton)[1]
- Pro Wrestling Illustrated
  - 145º tra i 500 migliori wrestler nella PWI 500 (1993)[2]